# A Touch of Evil: Live
A Touch of Evil - Live è un album live del gruppo musicale Judas Priest, pubblicato nel luglio 2009, che raccoglie le migliori performance del gruppo dal 2005, data del ritorno nella band dello storico cantante Rob Halford, al 2009, anno del tour mondiale "Priest Feast", con il quale si celebra il 40º anno di carriera della band, supportata nelle date in Europa dai gruppi Megadeth e Testament.
L'album presenta alcuni classici della band alternati a brani tratti dai due precedenti album in studio, ovvero Angel of Retribution e Nostradamus.

## Tracce[2]
1. Judas Rising
2. Hellrider
3. Between the Hammer & the Anvil
4. Riding on the Wind
5. Death
6. Beyond the Realms of Death
7. Dissident Aggressor
8. A Touch of Evil
9. Eat Me Alive
10. Prophecy
11. Painkiller

## Formazione
- Rob Halford - voce
- K. K. Downing - chitarra
- Glenn Tipton - chitarra
- Ian Hill - basso
- Scott Travis - batteria